# Saluda (Carolina del Norte)
Saluda es una ciudad ubicada en el condado de Henderson y condado de Polk en el estado estadounidense de Carolina del Norte. La localidad en el año 2000, tenía una población de 10 420 habitantes en una superficie de 4 km², con una densidad poblacional de 142 personas por km². Se encuentra al sur del estado, junto a la frontera con Carolina del Sur, cerca del nacimiento del río homónimo.

## Geografía
Saluda se encuentra ubicada en las coordenadas 35°14′16″N 82°20′49″O / 35.237856, -82.346870. Según la Oficina del Censo, la localidad tiene un área total de 4 km² (1,5 mi²), de la cual 4 km² (1,5 mi²) es tierra y 0 km² (0 mi²) (0.0%) es agua.

### Localidades adyacentes
El siguiente diagrama muestra a las localidades en un radio de 16 kilómetros (9,9 mi) de Saluda.

## Demografía
En el 2000 la renta per cápita promedia del hogar era de $39.063, y el ingreso promedio para una familia era de $47.188. El ingreso per cápita para la localidad era de $25.149. En 2000 los hombres tenían un ingreso per cápita de $37.917 contra $25.000 para las mujeres. Alrededor del 4.60% de la población estaba bajo el umbral de pobreza nacional.